# Podagrion clavellatum
Podagrion clavellatum är en stekelart som först beskrevs av Johan Wilhelm Dalman 1825.  Podagrion clavellatum ingår i släktet Podagrion och familjen gallglanssteklar. Inga underarter finns listade i Catalogue of Life.